# آرثر إتش. داي
آرثر إتش. داي هو محامي وقاضي وسياسي أمريكي، ولد في 1 فبراير 1890 في باندورا في الولايات المتحدة، وتوفي في 11 يناير 1967 في كليفلاند في الولايات المتحدة. نشط حزبياً في الحزب الجمهوري. وقد انتخب عضو مجلس ولاية أوهايو ‏.